# Mitología estonia
La mitología estonia es un complejo de mitos pertenecientes a la herencia del pueblo estonio.
Muy poco se conoce sobre la auténtica mitología pre-cristiana estonia, dado que se trataba de una tradición puramente oral, y registros sistemáticos de la herencia popular sólo tuvieron inicio a partir del siglo XIX, cuando la mayoría de los antiguos mitos ya se habían perdido. 
También debe tenerse en mente que en las diferentes fases del desarrollo de la mitología estonia, sería más correcto hablar de mitología fino-báltica o incluso fino-ugria. La organización social de estas tribus era heterogénea; no existía una organización religiosa, presbíteros profesionales, textos sagrados o tradición escrita alguna. De la misma forma, no existía ningún panteón complejo o sistema avanzado de mitos. 
Este hecho fue entendido como una deficiencia por los intelectuales estonios y germano-bálticos del siglo XIX, que comenzaron a crear una base mitológica "propia" para una nación emergente, siguiendo la línea del romanticismo nacional de Johann Gottfried von Herder. Hoy es difícil saber cuánto de la mitología estonia, como nosotros la conocemos actualmente, fue realmente construida en el siglo XIX e inicio del XX. Debe notarse que algunos elementos construidos son préstamos de la mitología finlandesa y pueden estar relacionados con la herencia común fino-báltica.

## Los antiguos mitos

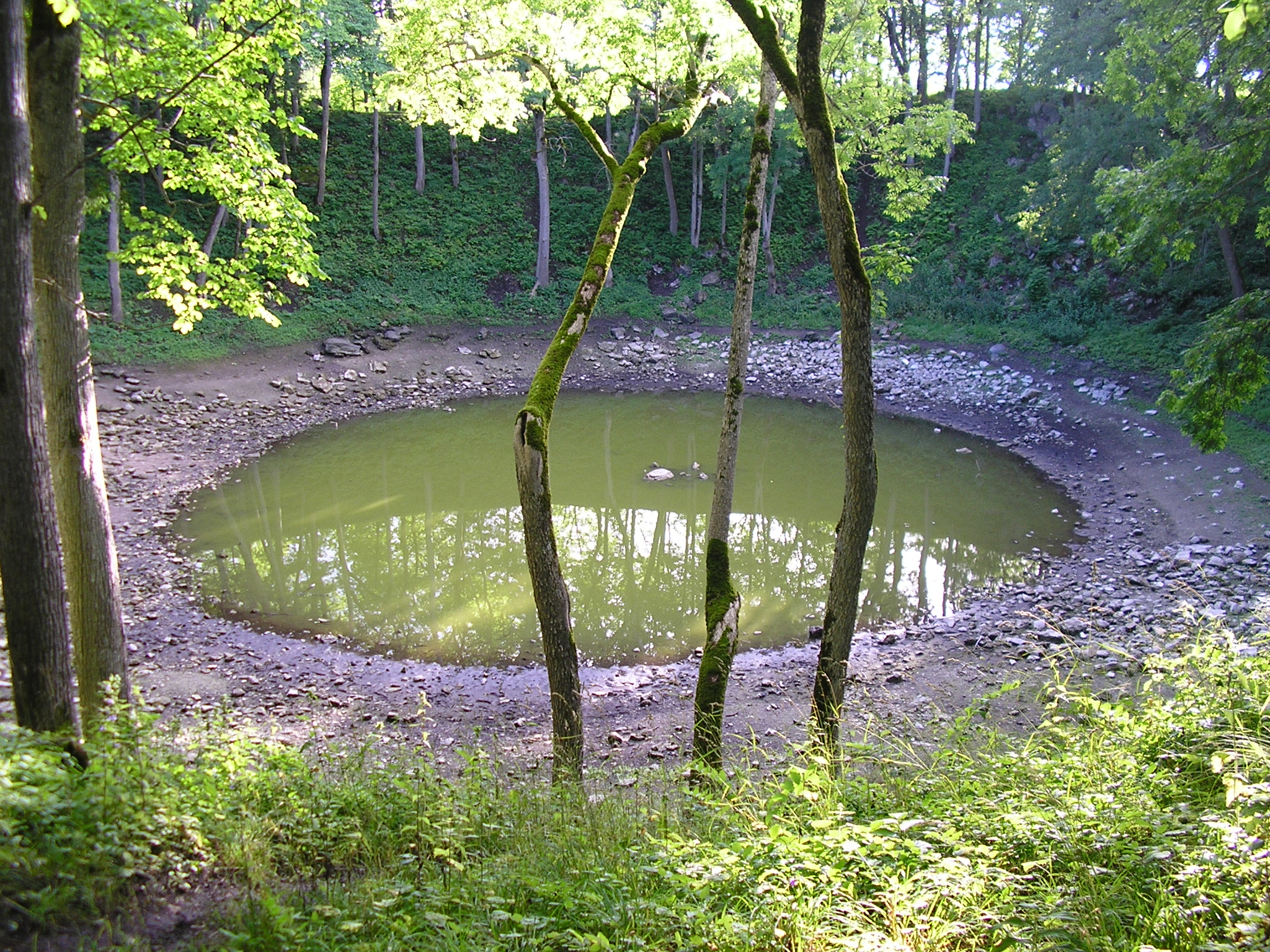
Lago Kaali, en Saaremaa, donde Taarapita había llegado de su vuelo desde Vironia. El lago se encuentra en el cráter principal del conjunto Kaali, causado por una lluvia de meteoritos en el período Holoceno.

Algunos indicios de los mitos más antiguos pueden haber sobrevivido en las canciones-runo. Hay una canción sobre la creación del mundo, donde un pájaro pone tres huevos y comienzan a nacer las crías. Una se transforma en el sol, otra en la luna y otro en la Tierra. Otros pueblos fino-ugrios tienen también mitos según los cuales el mundo surgió de un huevo.
El mundo de los antepasados estonios giraba en torno de una columna o un árbol, en el cual los cielos fueron fijados con la estrella Polar. La Vía Láctea (Linnutee o Vía de los Pájaros, en estonio) era una rama del Árbol del Mundo (Ilmapuu) o el camino por donde los pájaros se movían (y llevaban las almas de los muertos al otro mundo). Tales mitos estaban basados en animistas.
Ocurrieron cambios en la mitología proto-estonia en decurrencia del contacto con tribus bálticas y germánicas, así como debido a la transición de cazadores-recolectores a agricultores. Las personificaciones de cuerpos celestiales, cielo y deidades climáticas y dioses de la fertilidad ganaron importancia en el mundo de los agricultores. Debe de haber habido un dios del cielo y del trueno llamado Uku o Ukko, también Vanaisa (el abuelo). La mayoría de los mitos y leyendas registradas que describen al “abuelo” son, con todo, probablemente de origen posterior al cristianismo o de influencia extranjera.
Fue sugerido, entre otros por el etnólogo y expresidente Lennart Meri, que un meteorito que pasó peligrosamente sobre la población de la región y cayó en la isla de Saaremaa hace cerca de 3.000-4.000 años, fue un evento cataclísmico que pudo haber influido la mitología estonia y la de países vecinos, especialmente cuando se relata que un “sol” parece haber surgido en el oriente.
En la épica nacional finlandesa, el Kalevala, los cantos 47, 48 y 49 pueden ser interpretados como la descripción del impacto, el consecuente tsunami y el incendio devastador de los bosques. 
Las leyendas estonias sobre gigantes (Kalevipoeg, Suur Tõll, Leiger) pueden ser un reflejo de las influencias germánicas (especialmente escandinavas). Existen numerosas leyendas que interpretan varios elementos y fenómenos de la naturaleza como consecuencia de las acciones de Kalevipoeg. 
Este gigante se fundió con el diablo del Cristianismo, haciendo surgir un nuevo personaje – Vanatühi, un demonio gigantesco que vive en su hacienda o mansión, más estúpido que malévolo, fácilmente engañado por personas inteligentes, como su empleado Kaval-Ants (Astuto Hans).

## Leyendas míticas
Otras leyendas míticas encontradas en las canciones-runo estonias son:
- un roble poderoso crece en dirección al cielo, y es entonces derrumbado y se transforma en varios objetos míticos.
- El sol, la luna y la estrella son los pretendientes de una joven virgen, que escoge a la estrella.
- un hábil herrero hace una mujer de oro, pero no es capaz de darle un alma y una inteligencia.
- una arboleda sagrada comienza a marchitar después de haber sido profanada por una pareja de amantes, y solamente el sacrificio de nueve hermanos puede deshacer el mal causado.
- poderosos héroes no son capaces de matar a un terrible y gigantesco toro. Solamente el hermano menor es capaz.
- una mujer es forzada a matar a su hija, que entonces va a vivir en el cielo como Virgen del Aire.
- una chica pesca un pez y pide a su hermano que lo mate – dentro del pez hay una mujer.
- un lago cambia de lugar cuando es profanado por una mujer imprudente o una pareja incestuosa.

## Mitología artificial

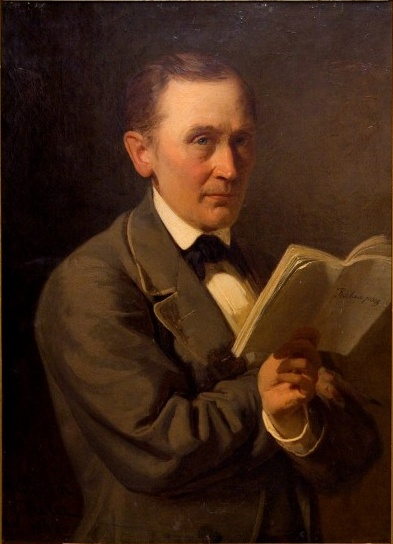
Friedrich Reinhold Kreutzwald lee el manuscrito de Kalevipoeg. Pintura de Johann Köler.

Friedrich Robert Faehlmann y Friedrich Reinhold Kreutzwald compilaron la epopeya nacional estonia "Kalevipoeg" a partir de diversas leyendas prosaicas populares e imitación de versos runos que ellos mismos escribieron. Faehlmann también escribió ocho mitos ficticios combinando motivos del folclore estonio (a partir de leyendas y canciones populares), de la mitología finlandesa (a partir de la "Mythologica Fennica" de Christfried Ganander) y de la mitología griega clásica. Matthias Johann Eisen fue otro folclorista y escritor que estudió las leyendas populares y las transformaron en textos literarios. Muchos de sus estudiosos contemporáneos aceptaron esta mitopoeia como mitología estonia real. 
La mitología ficticia estonia o pseudomitología describe el siguiente panteón:
El dios supremo es Taara. Él es celebrado en los sagrados bosques de robles alrededor de Tartu. Uku es otro nombre para este dios. Las hijas de Uku son: Linda y Jutta, la reina de los pájaros. Uku tiene dos hijos: Kõu (trueno) y Pikker (rayo), que protegen a las personas contra Vanatühi, el señor de las profundidades y de los demonios. Pikker posee un poderoso instrumento musical, que hace que los demonios sientan miedo y huyan. Tiene una hija malcriada, Ilmatütar (la Virgen del Aire). 
Más recientemente un curandero muy conocido por el pueblo estonio, Aleksander Heintalu, publicó su propia versión de la vieja mitología estonia en la forma de un épico "Kuldmamma" (la Madre Dorada) destacando la sociedad matriarcal de las tribus fino-bálticas.

## Los seres mitológicos, deidades y héroes legendarios estonios
- Äiatar – es un demonio femenino, hija del diablo.
- Äike – el trueno.
- Alevipoeg - hijo de Alev y amigo de Kalevipoeg.
- Ebajalg - remolino de viento demoníaco.
- Ehaema - Madre del Crepúsculo, un espíritu nocturno o elfo.
- Eksitaja - un espíritu malvado que hace que las personas se pierdan en los bosques o pantanos.
- Haldjas (el gobernante) – elfo, hada, espíritu protector de algún lugar, persona, planta o animal.
- Hall - personificación de la malaria.
- Hiid - un gigante.
- Hiiela - otro mundo, tierra de los muertos.
- Hiieneitsid – vírgenes de la tierra de los muertos.
- Hiis - arboleda sagrada.
- Hingeliblikas – un espíritu de persona en forma de mariposa.
- Hingeloom - un espíritu de persona en forma de insecto o animal pequeño.
- Hoidja – protector.
- Hämarik - personificación del crepúsculo, una bella joven virgen.
- Hännamees – un demonio que roba y trae alimento, dinero y otros bienes mundanos para su criador y dueño.
- Härjapõlvlane – duende.
- Ilmaneitsi, Ilmatütar – la Virgen del Aire, la Virgen del Cielo.
- Ilmarine, Ilmasepp – un herrero mítico que hizo, entre otras cosas, el sol y la luna (también llamado Ilmarinen).
- Ilo - Alegría, el anfitrión de banquetes.
- Jumal – dios.
- Jutta- reina de los pájaros, hija de Taara.
- Juudaline – demonio.
- Järvevana – el anciano del lago.
- Kaevukoll – el espectro del bien.
- Kaitsja – protector.

- Kalev, padre de Kalevipoeg.

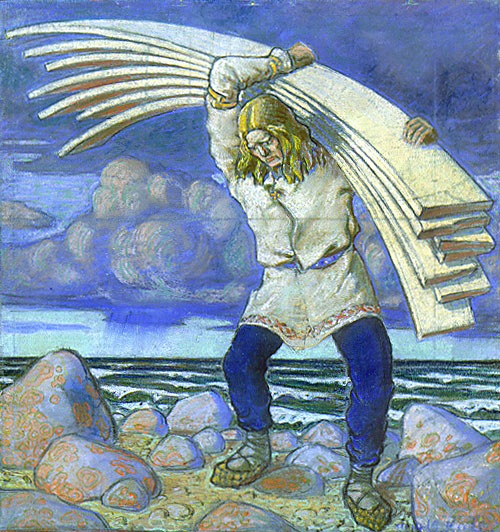
Ilustración para "Kalevipoeg" por Oskar Kallis.

- Kalevipoeg, Kalevine, Sohni, Soini, Osmi - héroe gigante, antiguo rey mítico de Estonia.
- Kalm – la muerte, espíritu de una persona muerta; gobernante de la tierra de los muertos.
- Kalmuneiu - la Virgen de la Sepultura; una mujer de la tierra de los muertos.
- Kaval-Ants (el astuto Hans) – empleado de la hacienda del diablo, que engaña a su patrón Vanapagan.
- Kodukäija – un fantasma inquieto.
- Koerakoonlane – un guerrero demoníaco con un hocico de cachorro.
- Koit – la personificación del amanecer, un joven amante eterno de Hämarik.
- Koll – espectro.
- Kolumat – hombre espectro.
- Kratt – un demonio que roba y trae alimento, dinero y otros bienes mundanos para su criador y dueño en la forma de un remolino de viento o cola de fuego de un cometa (también llamado Puuk, Pisuhänd, Tulihänd, Hännamees).
- Kurat, Kuri, Vanakuri - diablo (el Demonio).
- Kuu – la luna.
- Kõu – el trueno; hijo de Uku, hermano de Pikker.
- Kääbas – la muerte, espíritu de la muerte.
- Külmking – un espíritu de un muerto profano.
- Lapi nõid – la bruja de Laponia.
- Laurits – dios o espíritu del fuego, relacionado con San Lorenzo.
- Leiger – un gigante que vive en la isla de Hiiumaa.

- Lendva – una enfermedad enviada por una bruja mala.
- Libahunt – el hombre lobo.
- Linda – madre de Kalevipoeg.
- Lummutis – fantasma.
- Luupainaja – pesadilla.
- Maa-alune – una criatura que vive en las profundidades de la tierra y causa enfermedades.
- Maaema – la Madre Tierra.
- Maajumalad – dios de la Tierra.
- Mana – un hipotético señor de la muerte.
- Manala – la tierra de los muertos.
- Manalane - habitante de la tierra de los muertos.
- Marras – espíritu de la muerte.
- Mereveised – sirenas.
- Metsaema – la Madre del bosque.
- Metsavana – el anciano del bosque.
- Metsik – un dios de la fertilidad.
- Mumm – espectro, monstruo, fantasma.
- Murueide Tütred – las hijas vírgenes y bellas de Murueit.
- Murueit – un espíritu femenino del bosque y de la tierra, ligado a la tierra de los muertos.
- Nõid – bruja.
- Näkk – sirena.
- Olevipoeg – el sucesor de Kalevipoeg, fundador de ciudades, relacionado con San Olaf.
- Painaja – pesadilla.
- Pakane – congelación.
- Pardiajaja – guerrero mitad demonio.
- Peko – un dios de la fertilidad.
- Pell – un dios de la fertilidad.
- Peninukk – guerrero mitad demonio.
- Penn
- Peremees – el Maestro.
- Pikne, Pikker – el trueno.
- Piret – esposa de Suur Tõll.
- Pisuhänd – cola de fuego, duende que trae fortuna.
- Puuk – duende que trae fortuna.
- Põrguneitsi – virgen del inferno.
- Päike – el sol.
- Rongo.
- Rukkihunt.
- Rõugutaja – una deidad femenina, proctetora de la plantación del centeno, de las mujeres trabajadoras y de la ciudad de Narva.
- Salme
- Sarvik – un demonio cornudo, un diablo.
- Sulevipoeg – el hijo de Sulev, amigo de Kalevipoeg.
- Surm – la muerte.
- Suur Tõll – héroe gigante que vive en la isla de Saaremaa.
- Taara, Taarapita, Tharapita – el dios supremo del panteón de la pseudomitología estonia.
- Taevataat – dios, literalmente “Anciano del Cielo”.
- Tallaja
- Tige – furia.
- Tikutaja
- Tont – fantasma.
- Toonela – tierra de los muertos.
- Tooni – dios de la muerte.
- Toor, Tooru - una deidad conocida en Estonia Occidental, relacionada con el Thor de la mitología escandinava.
- Tulbigas
- Tulihänd, Pisuhänd – "cola de fuego” - elfo volador, que ayudar a obtener y proteger riquezas.
- Turis
- Tuule-Ema – Madre Viento.
- Tuuleisa – Padre Viento.
- Tuulispea – remolino de viento.
- Tuuslar – un hechicero que vive en Finlandia.
- Tõll
- Tõnn – un dios de la fertilidad relacionado con San Antón.
- Täht – estrella
- Udres-Kudres – esclavo, llamado "Hijo del Sol", héroe de las canciones folclóricas.
- Uku – el dios supremo.
- Vanaisa – el abuelo.
- Vanatühi – "el Antiguo Vacío", o Vanapagan, "Viejo Pagano" llamado Viejo Nick, el diablo descrito como un vanidoso gigante agricultor.
- Vanemuine – dios de las canciones.
- Varavedaja
- Varjuline
- Veehaldjas – el espíritu de las aguas.
- Veteema – la Madre de las aguas.
- Vetevana – el espíritu de las aguas.
- Vihelik
- Vilbus
- Virmalised – luces polares.
- Viruskundra

Santos cristianos presentados como dioses:
- Jüri (San Jorge) – dios de la agricultura.
- Laurits (San Lorenzo) – dios del fuego.
- Mart (San Martín de Tours) – dios de la fertilidad.
- Tõnn (San Antón) – dios de la colecta y de los cerdos.

## Objetos estonios míticos y mágicos

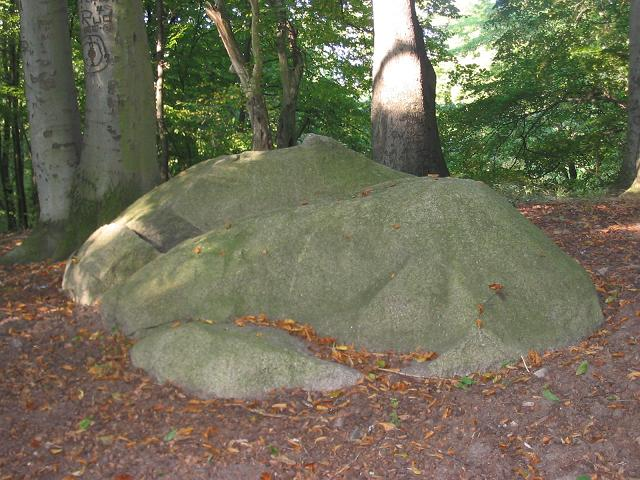
Una roca errática ("Piedra sagrada").

- Navío Blanco (valge laev) – navío mítico que trae libertad y lleva a las personas hacia tierras mejores. Este mito surgió hacia 1860, cuando una pequeña secta liderada por Juhan Leinberg (también conocido como Profeta Maltsvet) se reunió cerca de Tallin para esperar al navío blanco que los llevaría.
- Sombrero de uñas (küüntest kübar) – vuelve invisible a su portador (generalmente Vanatühi).
- Guantes (kirikindad) – se creía que daban protección o poderes mágicos, especialmente los usados por eclesiásticos o marineros. Los guantes estaban (están) adornados con patrones geométricos especiales y finas fajas rojas;
- Cinturón (kirivöö) – el cinturón tenía los patrones más antiguos y mágicos de todos los artículos de criados. Cinturones de tejidos rojos y cordones eran artículos comunes en los sacrificios (eran amarrados a las ramas de los árboles sagrados). Se ataba un cinturón en torno a la parte del cuerpo que padecía dolores, y se apretaban bien a la cintura para proteger y dar fuerza a su portador.
- Piedras sagradas – el fin de la Edad de Hielo dejó muchas piedras grandes en Estonia que no son de la naturaleza del terreno en que se encuentran (bloques erráticos). Muchas de ellas fueron consideradas sagradas y las personas iban hasta ellas para ofrecer sacrificios, plata, sangre, cintas rojas y monedas, y pedir protección y salud. Frecuentemente, las piedras contenían pequeños agujeros, donde las ofrendas eran colocadas. El significado y función de esos orificios aún son discutibles. De acuerdo con el paleoastrónomo Heino Eelsalu, podían funcionado como calendarios.
- Bosques itinerantes – cuando las personas de alguna localidad eran más ricas y crueles, los bosques abandonaban esos lugares y se transportaban a otros. La mayoría de las historias sobre bosques itinerantes se encuentra en las áreas costeras de Estonia.